# Septeo
 (juin 2025).
Vous pouvez aider à l'améliorer ou bien discuter des problèmes sur sa page de discussion.
- Son texte doit être wikifié : il ne correspond pas à la mise en forme Wikipédia (style, typographie, liens internes, liens entre les wikis, etc.). (Marqué depuis mai 2023)
- Son ton est trop promotionnel ou publicitaire, voire hagiographique. Le texte doit adopter un ton neutre et encyclopédique. (Marqué depuis mai 2023)

Septeo est une entreprise française spécialisée dans l’édition de solutions logicielles et de services informatiques destinés aux professionnels du droit (notaires, avocats, juristes d’entreprise), de l’immobilier et des entreprises[pas clair].
Le groupe Septeo est créé en 2013 par Jean-Luc Boixel, Hugues Galambrun et Philippe Rivière. Son siège social se situe à Lattes, près de Montpellier.
Il compte, en juillet 2024, plus de 3000 collaborateurs, répartis en France, en Espagne, en Belgique, en Tunisie, au Canada et aux États-Unis.

## Historique
En 2013, Jean-Luc Boixel, Hugues Galambrun et Philippe Rivière créent le groupe Septeo par le regroupement de plusieurs sociétés éditrices de logiciels spécialisés : Genapi, NCIS, Secib, Ecostaff, Dictaplus, SPI, Matilan et RG system. Le groupe compte alors 550 salariés, pour un chiffre d'affaires d'environ 65 millions d'euros.
En 2014, à la suite de la loi Hamon permettant aux avocats de faire de la publicité et de démarcher une clientèle, Septeo crée une filiale spécialisée, nommée Azko. La plateforme intègre en 2019 un service de prise de rendez-vous.
En novembre 2020, Hg Capital, investisseur européen dans le domaine des logiciels, investit dans le groupe Septeo. L'entreprise est valorisée plus d'1 milliard d'euros, devenant ainsi une licorne économique.
En juin 2021, le groupe annonce le rachat de Kinaxia, une entreprise d'expertise immobilière (150 salariés pour un chiffre d'affaires d'environ 20 millions d'euros), pour plus de 50 millions d'euros.
En 2024, Septeo acquiert Dendreo, éditeur de logiciels de gestion des organismes de formation.
En novembre 2024, Septeo accueille deux nouveaux investisseurs :  Téthys Invest, holding d’investissement de la famille Bettencourt-Meyers et GIC, fonds souverain basé à Singapour.

## Positionnement sur le marché
Septeo figure parmi les principaux éditeurs de logiciels français. En 2024, il se classe à la 10ᵉ place du Top 250 des éditeurs de logiciels établi par Numeum et EY.